# ایپیکسونا
ایپیکسونا (به پرتغالی: Ipixuna) یک منطقهٔ مسکونی در برزیل است که در آمازوناس (برزیل) واقع شده‌است. ایپیکسونا ۳۰٬۴۳۶ نفر جمعیت دارد.